# 斯科特堡

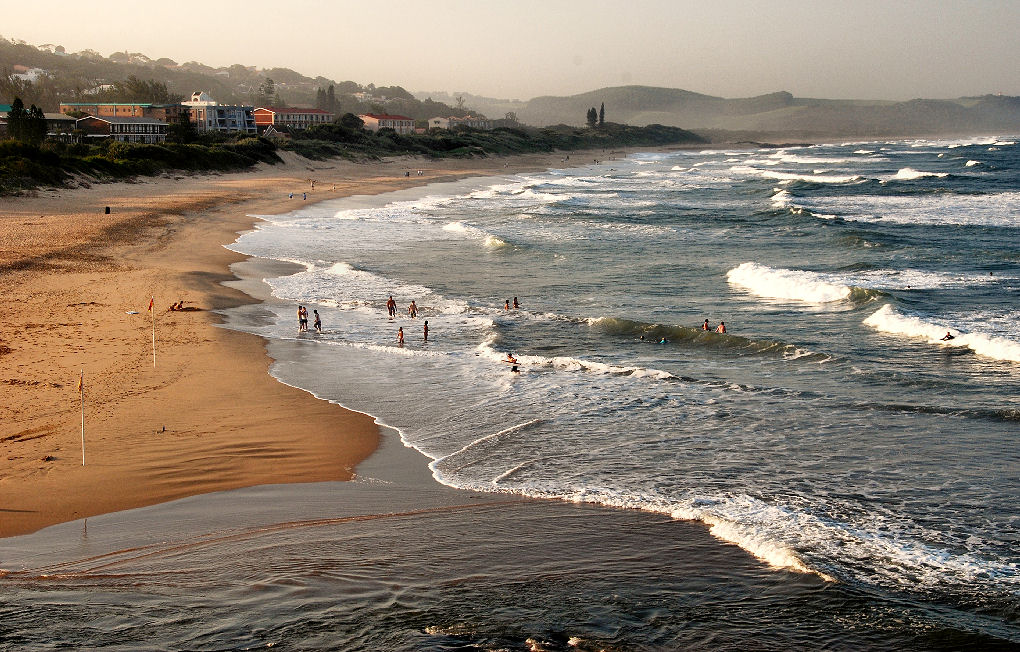
斯科特堡的海灘

斯科特堡是南非的城鎮，位於該國東北部，由夸祖魯-納塔爾省負責管轄，距離德爾班58公里，始建於1860年，面積5.38平方公里，2001年人口3,107，人口密度每平方公里580人。